# Eutelsat 8 West B
O Eutelsat 8 West B (também conhecido por Nilesat 104B) é um satélite de comunicação geoestacionário europeu construído pela Thales Alenia Space. Ele está está localizado na posição orbital de 8 graus de longitude oeste e é operado pela Eutelsat. O satélite foi baseado na plataforma Spacebus-4000C3 e sua expectativa de vida útil é de 15 anos.

## Lançamento
O satélite foi lançado com sucesso ao espaço no dia 20 de agosto de 2015, às 20:34 UTC, por meio de um veículo Ariane 5 ECA a partir do Centro Espacial de Kourou, na Guiana Francesa, juntamente com o satélite Intelsat 34. Ele tinha uma massa de lançamento de 5782 kg.

## Capacidade e cobertura
O Eutelsat 8 West B é equipado com 40 transponders em banda Ku operacionais projetados principalmente para atender os mercados de DTH no Norte da África e no Oriente Médio. Ele também vai lançar em sua missão para a posição orbital de 8 graus oeste, uma carga com 10 transponders de banda C operacionais ligados cobrindo o continente africano e atingindo o oeste da América do Sul.